# 高电荷态离子
高電荷態離子（Highly Charged Ion，簡稱HCI），是指處在高度帶電狀態的離子。高能的相撞（如太陽風）或是吸收了高能量的光子讓這些離子損失了許多的電子。例如在日冕裡發現的正13價鐵（Fe13+，又稱Fe XIII），及需要極高能量產生的「裸鈾」（鈾核，U92+）。HCI在自然界中存在於日冕、活動星系核、超新星殘骸以及恆星吸積盤。大部分的可見物質也都由HCI構成。為了引發核融合反應而使用的電漿也會經由「電漿障壁反應」（plasma-wall interaction）產生HCI。在實驗室中能經由重離子加速器及電子束離子阱（Electron-beam ion trap）來產生及研究。